# Фінал Кубка Футбольної ліги 1974
Фінал Кубка Футбольної ліги 1974 — фінальний матч розіграшу Кубка Футбольної ліги 1973—1974, 14-го розіграшу Кубка Футбольної ліги. У матчі, що відбувся 2 березня 1974 року на стадіоні «Вемблі», зіграли «Манчестер Сіті» та «Вулвергемптон Вондерерз».
| Володар Кубка Футбольної ліги 1974  |
| ----------------------------------- |
|                                     |
| «Вулвергемптон Вондерерз» 1-й титул |

## Шлях до фіналу
| Вулвергемптон Вондерерз | Вулвергемптон Вондерерз                 | Раунд                           | Манчестер Сіті  | Манчестер Сіті                                                         |
| ----------------------- | --------------------------------------- | ------------------------------- | --------------- | ---------------------------------------------------------------------- |
| Суперник                | Результат                               | Кубок Футбольної ліги 1973—1974 | Суперник        | Результат                                                              |
| Галіфакс Таун           | 3-0 на виїзді                           | Другий раунд                    | Волсолл         | 0-0 на виїзді, 0-0 (дч) вдома (перегравання), 4-0 вдома (перегравання) |
| Транмер Роверз          | 1-1 на виїзді, 2-1 вдома (перегравання) | 1/16 фіналу                     | Карлайл Юнайтед | 1-0 на виїзді                                                          |
| Ексетер Сіті            | 5-1 вдома                               | 1/8 фіналу                      | Йорк Сіті       | 0-0 на виїзді, 4-1 вдома (перегравання)                                |
| Ліверпуль               | 1-0 вдома                               | 1/4 фіналу                      | Ковентрі Сіті   | 2-2 на виїзді, 4-2 вдома (перегравання)                                |
| Норвіч Сіті             | 1-1 на виїзді, 1-0 вдома                | 1/2 фіналу                      | Плімут Аргайл   | 1-1 на виїзді, 2-0 вдома                                               |

## Матч

### Деталі
| 2 березня 1974 |

| Вулвергемптон Вондерерз | 2:1      | Манчестер Сіті |
| ----------------------- | -------- | -------------- |
| Гіббітт 44' Річардс 85' | Протокол | Белл 59'       |

| Вемблі, Лондон Глядачів: 97 886 Арбітр: Дейв Воллес |

|  |  |

|                  |    |                 |  |     |
|                  |    |                 |  |     |
| В                |    | Гарі Пірс       |  |     |
| З                |    | Дерек Паркін    |  |     |
| З                |    | Джон Макалле    |  |     |
| З                |    | Френк Манро     |  |     |
| З                |    | Джоф Палмер     |  |     |
| ПЗ               |    | Майк Бейлі (к)  |  |     |
| ПЗ               |    | Кенні Гіббітт   |  |     |
| Н                |    | Алан Сандерленд |  |     |
| Н                |    | Джон Річардс    |  |     |
| Н                |    | Дерек Дуган     |  |     |
| Н                |    | Дейв Вогстафф   |  | 83' |
| Заміни:          |    |                 |  |     |
| ПЗ               | 13 | Баррі           |  | 83' |
| Головний тренер: |    |                 |  |     |
| Білл Макгеррі    |    |                 |  |     |

|                  |  |                   |  |
|                  |  |                   |  |
| В                |  | Кіт Макрей        |  |
| З                |  | Віллі Донахі      |  |
| З                |  | Майк Дойл         |  |
| З                |  | Томмі Бут         |  |
| З                |  | Глін Пардо        |  |
| ПЗ               |  | Тоні Тауерс       |  |
| ПЗ               |  | Колін Белл        |  |
| ПЗ               |  | Майк Саммербі (к) |  |
| Н                |  | Френсіс Лі        |  |
| Н                |  | Деніс Лоу         |  |
| Н                |  | Родні Марш        |  |
| Головний тренер: |  |                   |  |
| Рон Сондерс      |  |                   |  |